# Cinderella Man (Lied)
Cinderella Man („Cinderella“ steht im Englischen für „Aschenputtel“) ist ein Lied des US-amerikanischen Rappers Eminem. Der Song ist auf seinem siebten Studioalbum Recovery, das im Jahr 2010 erschien, enthalten.

## Inhalt
Cinderella Man ist ein Track, bei dem Eminem überwiegend Wortspiele, Vergleiche und Metaphern benutzt, um sein Comeback nach der Karrierepause zu beschreiben. Der Titel spielt auf den ehemaligen US-amerikanischen Profiboxer Jim Braddock an, dessen Spitzname „Cinderella Man“ für dessen Aufstieg vom Arbeiter zum Boxweltmeister stand.
Im Intro des Stücks sagt der Rapper, dass er eigentlich gar nicht mehr hier wäre und spielt dabei auf seine Methadon-Überdosis aus dem Jahr 2007 an, bei der er nur knapp dem Tod entkam. Nun wolle er seine zweite Chance nutzen. Im ersten Vers rappt Eminem, dass er sich besser denn je fühle und in der Lage sei alles zu tun. Um dies zu bekräftigen, schlüpft er in die Rolle des Lyrischen Ichs als Cinderella Man, der allmächtig ist. Er textet, er könne Blitze in Flaschen fangen und Wasser in Brand stecken. Des Weiteren habe er Macht über die Zeit, indem er Sanduhren zerstöre und den Sand einfriere, um die Zeit anzuhalten. Er lag unten und sei nun zurückgekommen, um seine Feinde auf den Boden zu schicken. Dabei lässt Eminem kein gutes Haar an seinem vorherigen Album Relapse, aus dem Jahr 2009, das mittlerweile im Müll liege. Er vergleicht sich mit einem Scharfschützen, der sich auf ein Ziel spezialisiert, bis dieses vernichtet ist. Dabei bezieht er sich auf einen fiktiven Gegner, den er auf verschiedenste Weise diskreditiert, unter anderem, indem er seine Zeilen mit Arsen und Flammen vergleicht. Eminem sagt, dass die Rapszene ihn vermisst habe und spricht indirekt andere Rapper an, ob diese auch vermisst worden wären, wenn sie eine Pause eingelegt hätten. Im Refrain bezieht sich Eminem auf die Geschichte von Aschenputtel als Person, die auf einem Ball ihren Nike-Schuh verliert. Musik sei seine Zeitmaschine und somit wäre er selbst Cinderella Man. Im Hintergrund des Refrains ist eine Männerstimme zu hören, die auch an verschiedenen Stellen der Verse auftaucht und „Cinderella Man“ ruft. Am Anfang des zweiten Verses bezieht sich der Rapper auf den Beginn des Liedes. Er sei nun ein Gott, der Blitze auslöse, die Welt auf den Kopf stelle und es nach oben regnen lasse. Man solle die Vergangenheit vergessen, da er auch heute der Beste sei, womit Eminem darauf anspielt, dass viele Kritiker seine alten Werke besser finden als die neuen Alben. Er sei nicht aus der Hölle zurückgekommen, um den gleichen Rap wie früher zu machen, sondern entwickele sich stetig weiter. Der Rapper meint, er werde keine Fehler mehr machen und nicht wieder den Drogen verfallen. Am Ende erwähnt er außerdem seinen ehemals besten Freund Proof, dessen Geist in ihm weiterlebe.

## Produktion
Der Beat des Liedes wurde von Script Shepherd produziert. Dabei verwendete er keine Samples von anderen Songs. Cinderella Man wurde in den Effigy Studios aufgenommen. Es ist eines der wenigen Stücke, dessen Text Eminem komplett selbst schrieb.

## Auszeichnungen für Musikverkäufe
Obwohl Cinderella Man nie als Single veröffentlicht wurde, kein Video gedreht wurde und es nicht in die Charts einstieg, wurde es im Jahr 2022 für mehr als zwei Millionen verkaufte Einheiten in den Vereinigten Staaten mit einer doppelten Platin-Schallplatte ausgezeichnet.

| Land/Region                  | Auszeichnungen für Musikverkäufe (Land/Region, Auszeichnung, Verkäufe) | Verkäufe  |
| ---------------------------- | ---------------------------------------------------------------------- | --------- |
| Australien (ARIA)            | 2× Platin                                                              | 140.000   |
| Neuseeland (RMNZ)            | Platin                                                                 | 30.000    |
| Vereinigte Staaten (RIAA)    | 2× Platin                                                              | 2.000.000 |
| Vereinigtes Königreich (BPI) | Silber                                                                 | 200.000   |
| Insgesamt                    | 1× Silber · 5× Platin ·                                                | 2.370.000 |

Hauptartikel: Eminem/Auszeichnungen für Musikverkäufe